# Jacques-Émile Ruhlmann

Entwurf für ein Speisezimmer von Jacques-Émile Ruhlmann, ca. 1926

Jacques-Émile Ruhlmann (* 28. August 1879 in Paris; † 15. November 1933 in Paris) war ein französischer Innenarchitekt und Möbelgestalter. Seine eleganten und fein gearbeiteten Möbel und Innenräume gehörten in den 1920er und 1930er Jahren zu den modischsten und luxuriösesten Elementen des Pariser Art déco.

## Leben
Der Spross einer 1870 nach Paris übersiedelten elsässischen Protestantenfamilie arbeitete, unterbrochen vom Wehrdienst, ab 1897 im Maler- und Spiegelgeschäft seiner Eltern mit und entwarf Tapeten und gestaltete erste Möbelentwürfe, das er 1907 nach dem Tod des Vaters übernahm. Im selben Jahr begann Ruhlmann mit dem Möbeldesign. 1913 begann Ruhlmanns große Karriere auch Innengestaltungen anbot und auf dem Herbstsalon einen Sekretär ausstellte.
1919 tat er sich mit dem Maler Pierre Laurent zusammen und die neue Firma „Ruhlmann & Laurent“ erarbeitete sich einen internationalen Ruf für hochwertige Handwerksarbeit und innovatives Design. Da er selbst kein Schreiner war, wurden seine Möbel von ausgelagerten (zwischen 1913 und 1923 von „Haentges Frères & Fenot“) oder eigenen Werkstätten (ab 1927 betrieb er eine in sechs Stockwerke eingeteilte eigene Werkstatt), jedoch immer exakt nach seinen Plänen hergestellt.

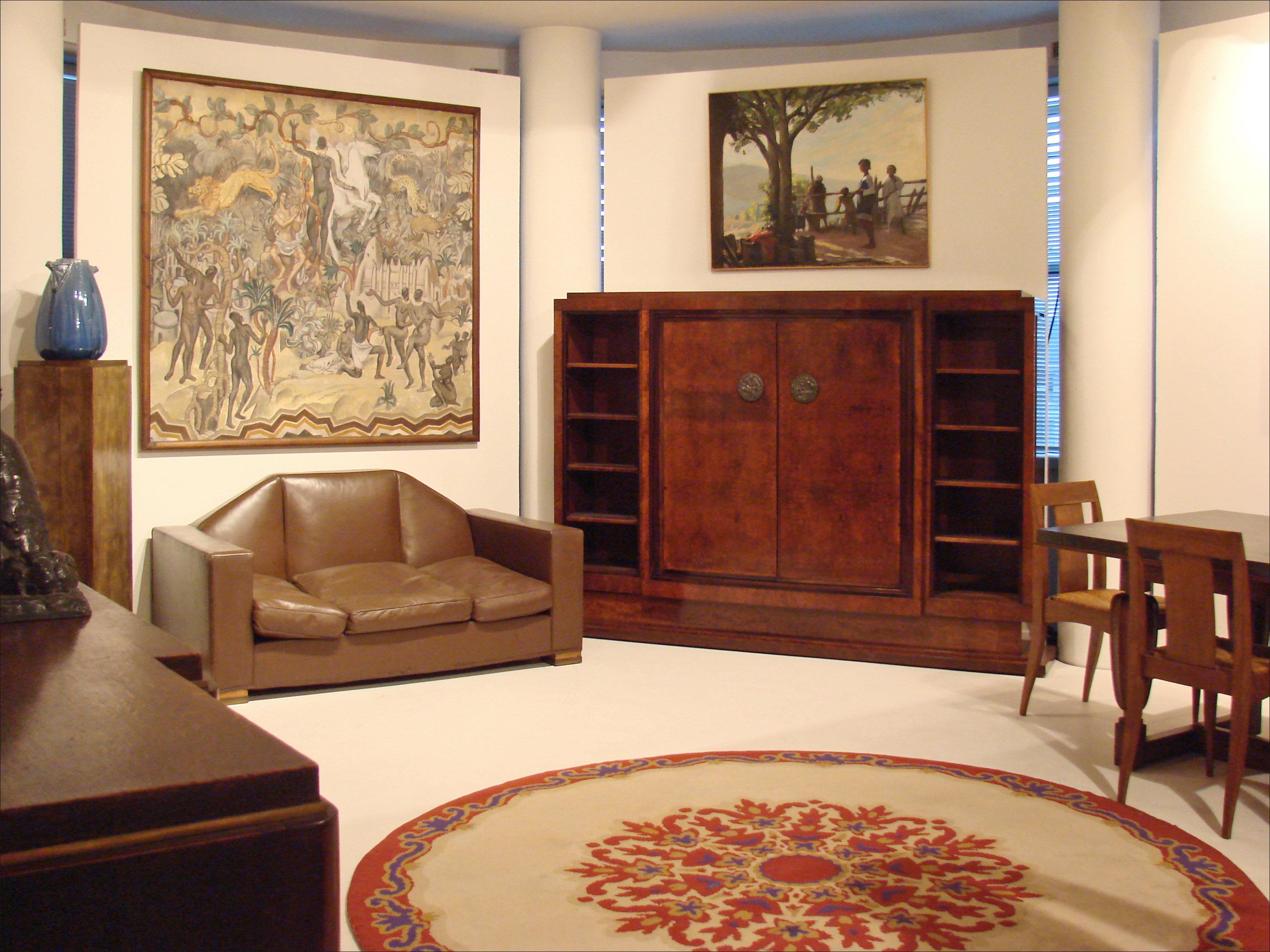
Wohnzimmerensemble für den Bildhauer Joseph Bernard, 1920.

Er verwendete edle Hölzer wie Macassar-Ebenholz, Ambrosia-Ahorn, Amerikanische Wurzelnuss und Veilchenholz und versah es mit Intarsien aus Elfenbein, Schildpatt und Chagrin. Die meisten seiner Arbeiten entstanden als Auftragswerke. Sein Stil zeigt seine Liebe zum Neoklassizismus des 18. Jahrhunderts, gegen Ende seiner Karriere experimentierte er aber auch mit moderneren Gestaltungen wie Möbeln aus Glas und verchromtem Stahl. Die Schwere vieler seiner Stücke wurde durch die Verwendung von Beinen ausgeglichen, die auf halber Höhe eines Schranks, Tisches oder einer Kommode angebracht waren, anstatt von unten zu stützen.

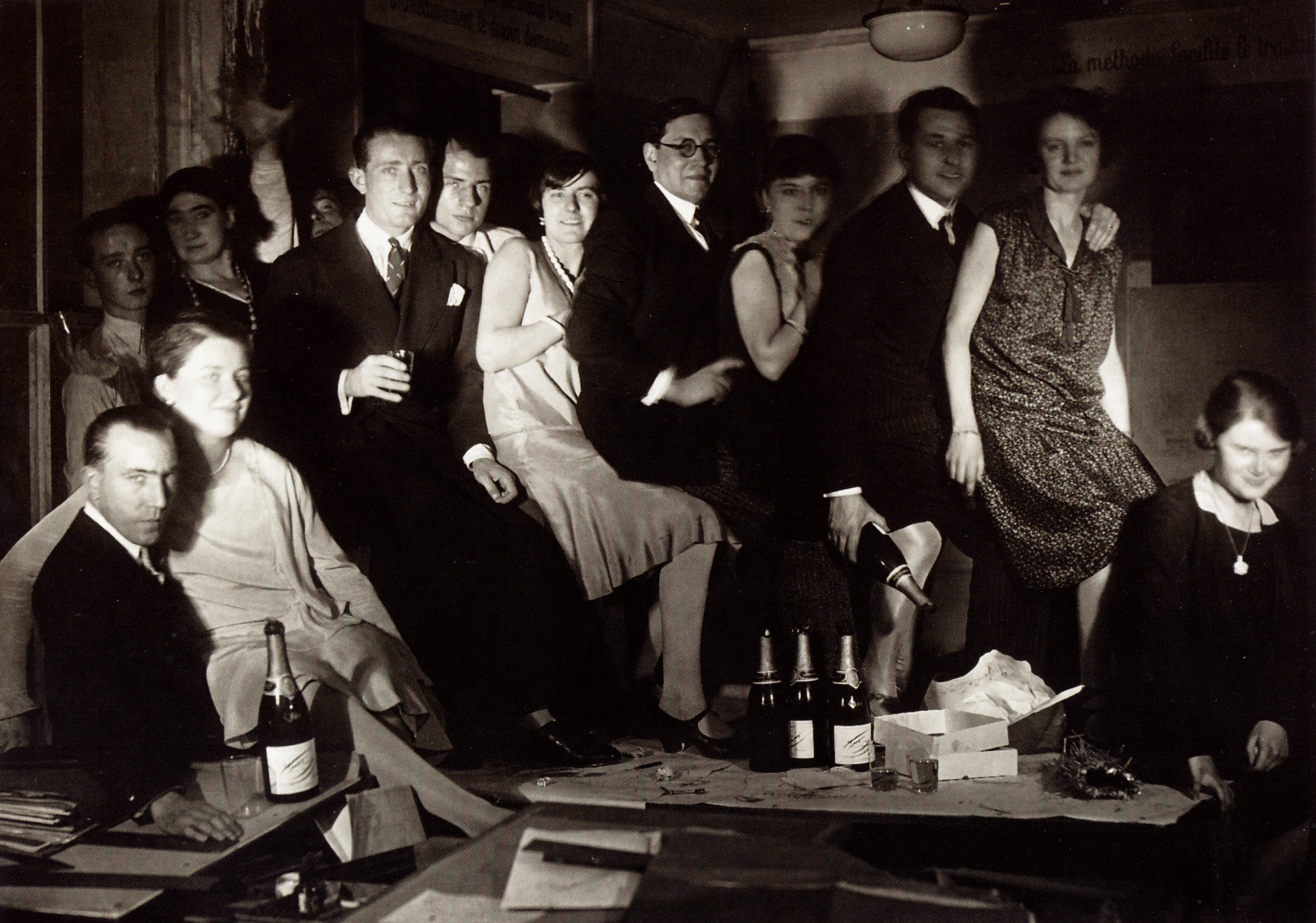
Ruhlmanns Designer auf einer Betriebsfeier, ca. 1931.

1925 wurde ihm auf der Pariser Art déco-Ausstellung ein ganzer Pavillon gewidmet, das von seinem Freund Pierre Patout entworfene „Haus des Kunstsammlers“. Es enthielt einen Tisch und ein Bücherregal aus massivem Makassar-Ebenholz mit Metallrahmen und einen großen, mit Elefantenleder bezogenen Lehnstuhl. 1927 gestaltete Ruhlmann den Festsaal und den Verhandlungssaal der Pariser Handelskammer und den Teesalon des Passagierschiffes Île-de-France. Ruhlmann dekorierte auch den Élysée-Palast und erhielt weitere prestigeträchtige Aufträge. Ein solcher Auftrag war zum Beispiel der 1929 durch den deutschen Innenarchitekten Eckart Muthesius für Schreibmöbel im Palast Manik Bagh des indischen Maharadscha von Indore in dessen Hauptstadt Indore. Es enthielt modulare Möbel aus Makassar-Ebenholz, die zu Regalen, Vitrinen, Kommoden oder Raumteilern zusammengebaut werden konnten.
Nach seinem Tod wurde nach Ruhlmanns Wunsch die Firma aufgelöst.

## Zitate
« Jusqu'à présent je n'ai pas songé au meuble en série. J'estime qu'il faut rallier d'abord à l'esprit moderne une élite qui demeure l'arbitre du gout, sans toutefois prétendre qu'il ne faille penser qu'à elle. »

„Bis heute habe ich nicht über Serienmöbel nachgedacht. Ich denke, man muss um den modernen Geist zunächst eine Elite versammeln, die weiterhin Schiedsrichter des Geschmacks bleibt, ohne jedoch vorzugeben, dass man nur an sie denken muss.“

„Neue Designs werden niemals für die Mittelklasse gemacht. Sie entstehen auf Nachfrage einer Elite, die dem Künstler Geld und Zeit gibt für die arbeitsreiche Recherche und die perfekte Ausführung.“

« La grande industrie peut étudier des modèles spéciaux pour l'outillage mécanique. Mais ces modèles ne satisferont pas la clientèle d'élite. Celle-ci veut se distinguer. […] Elle aime marquer d'une empreinte unique le décor de sa vie. »

„Die Großindustrie kann für die mechanische Herstellung geeignete Modelle ausprobieren. Aber diese Modelle werden die Kunden der Elite nicht zufrieden stellen. Diese möchten sich unterscheiden. […] Sie möchten der Ausgestaltung ihres Lebens einen einzigartigen Eindruck geben.“

„Ich arbeite nach dem Prinzip, dass nichts, was von einer Maschine getan werden kann, von Hand getan werden sollte. Moderne Möbel haben wenig Ornamente und bestehen fast komplett aus flachen Oberflächen, die mit wertvollen Hölzern furniert sind. Maschinen erleichtern die Vorarbeit, um den Unterbau herzustellen.“

## Galerie

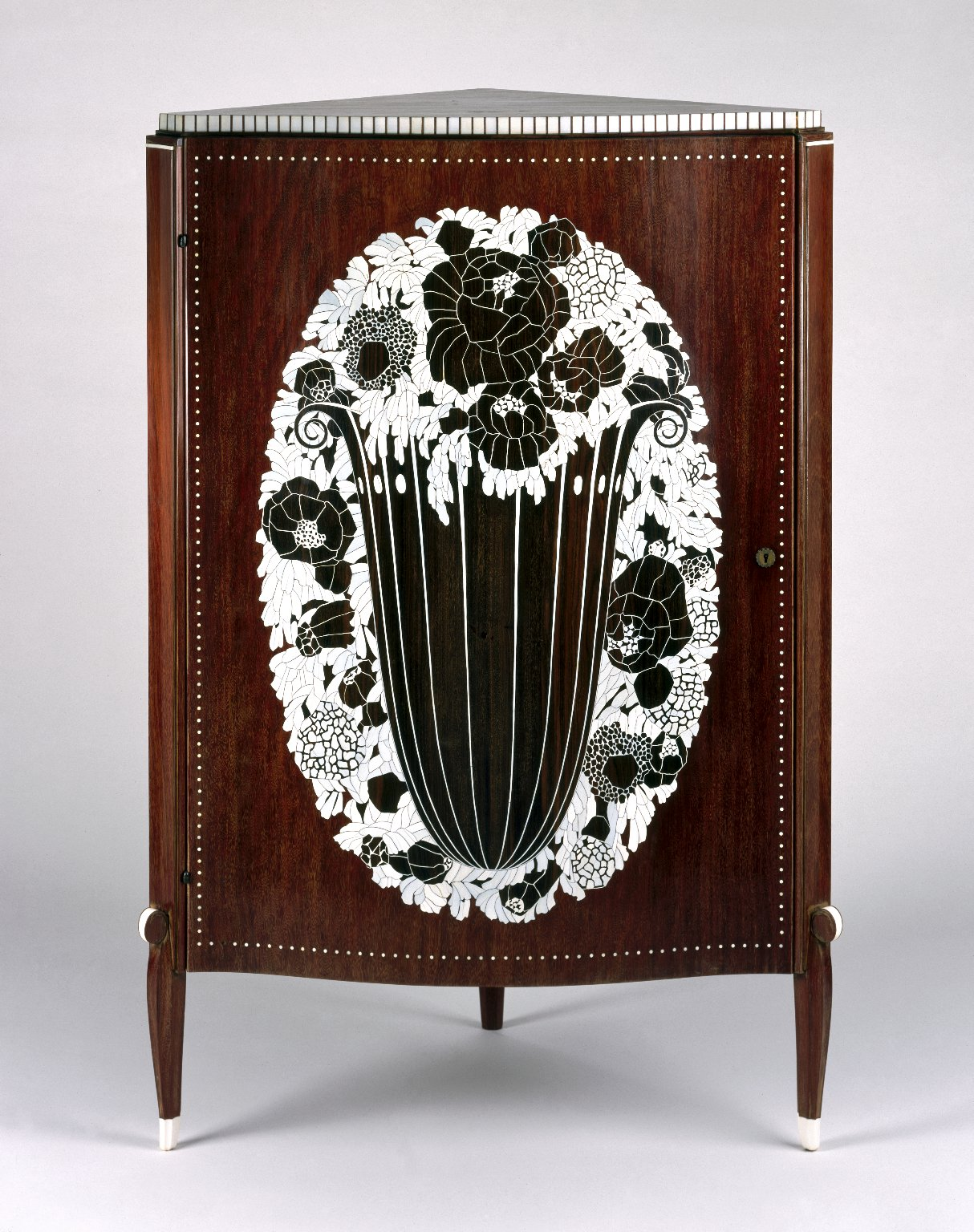
Eckkommode (ca. 1923)
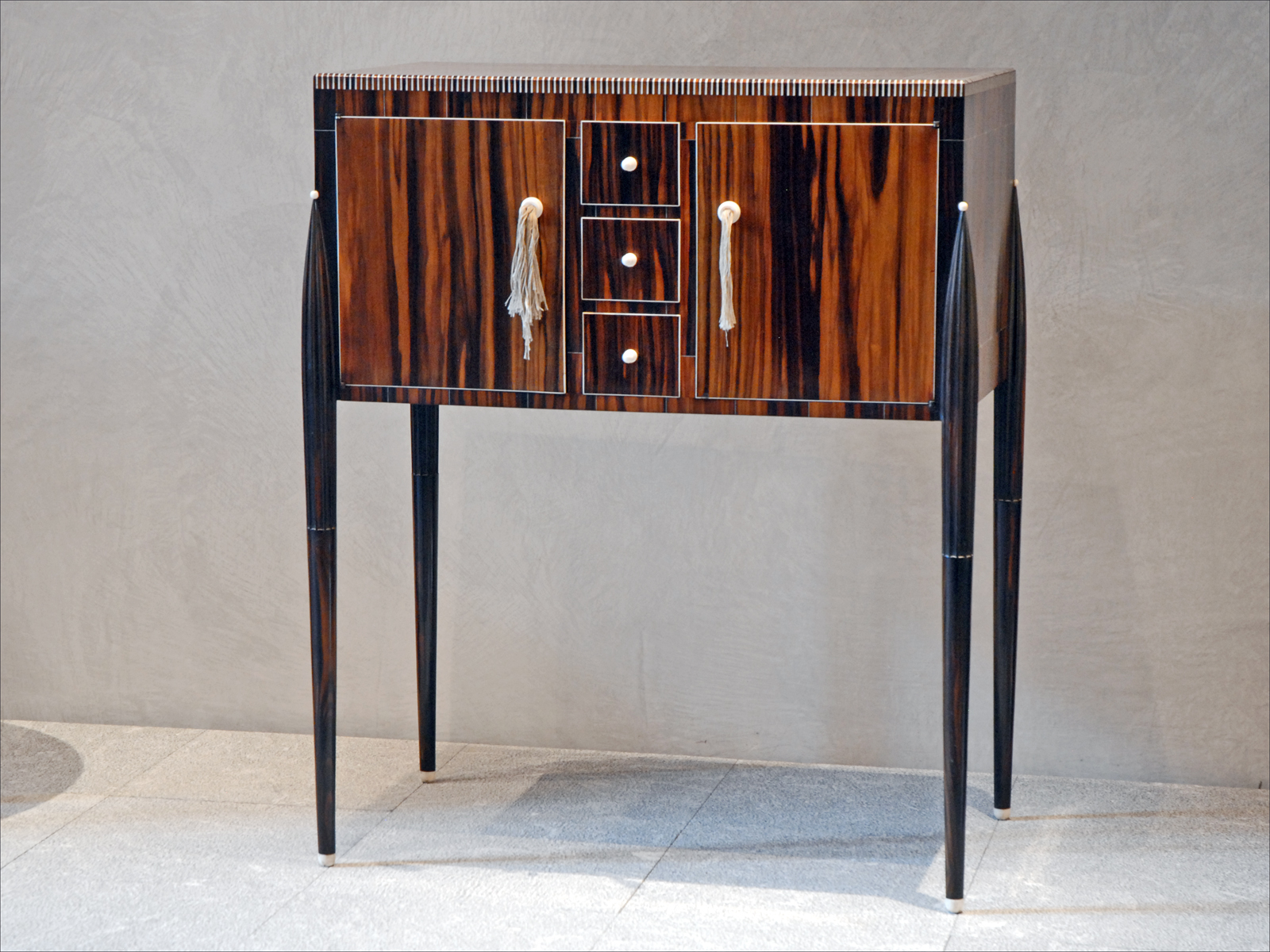
Kommode
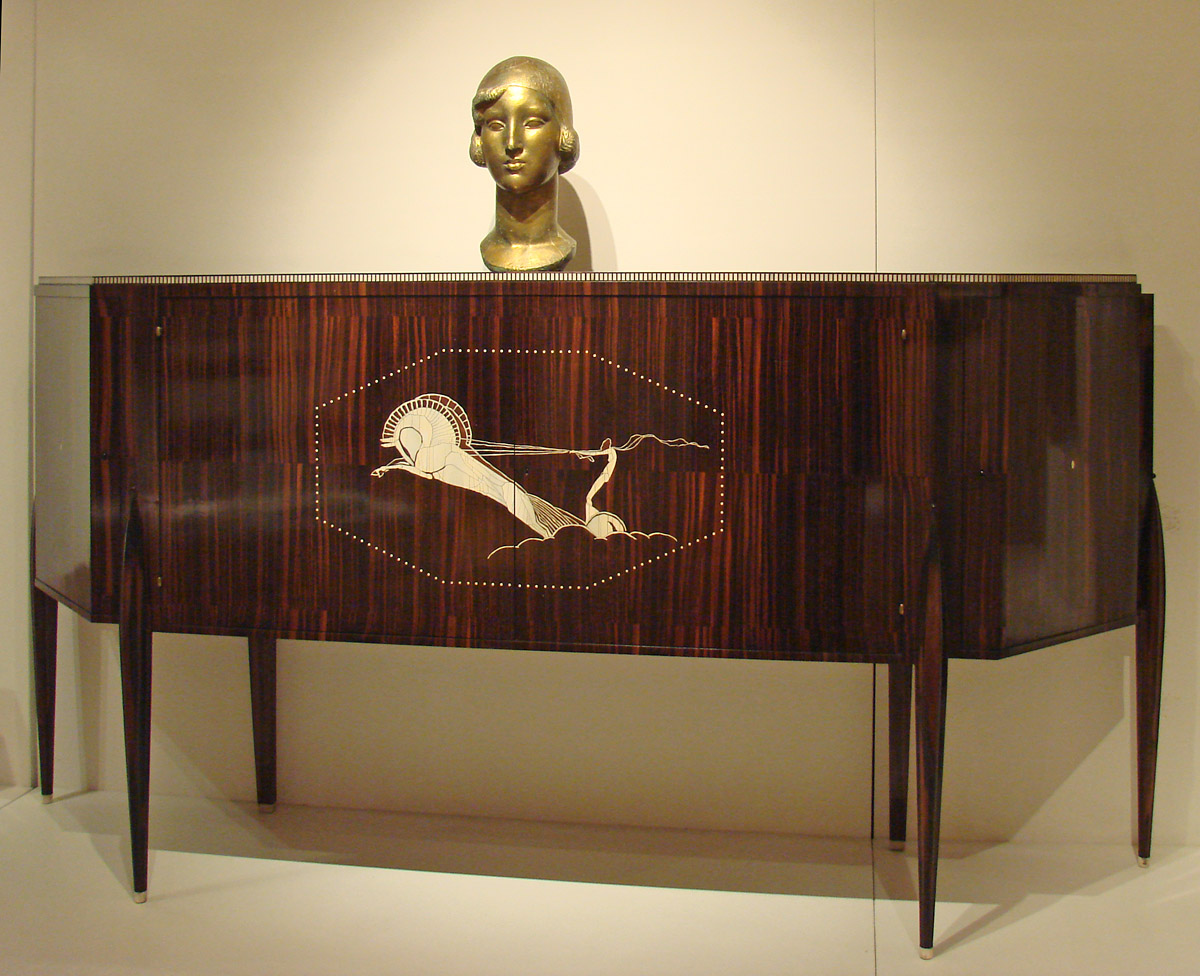
Kommode (1922)
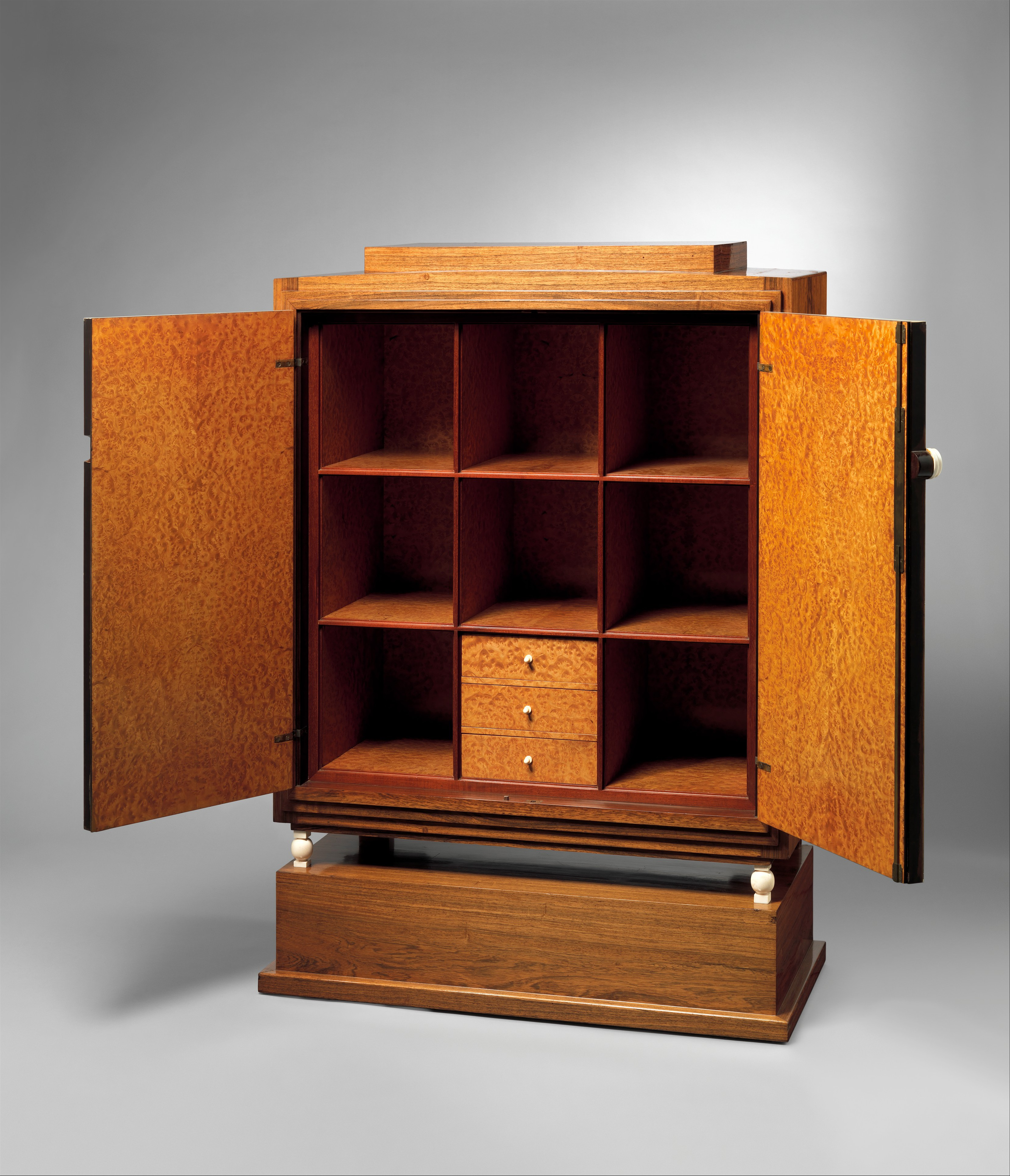
Kabinett Duval (1924)
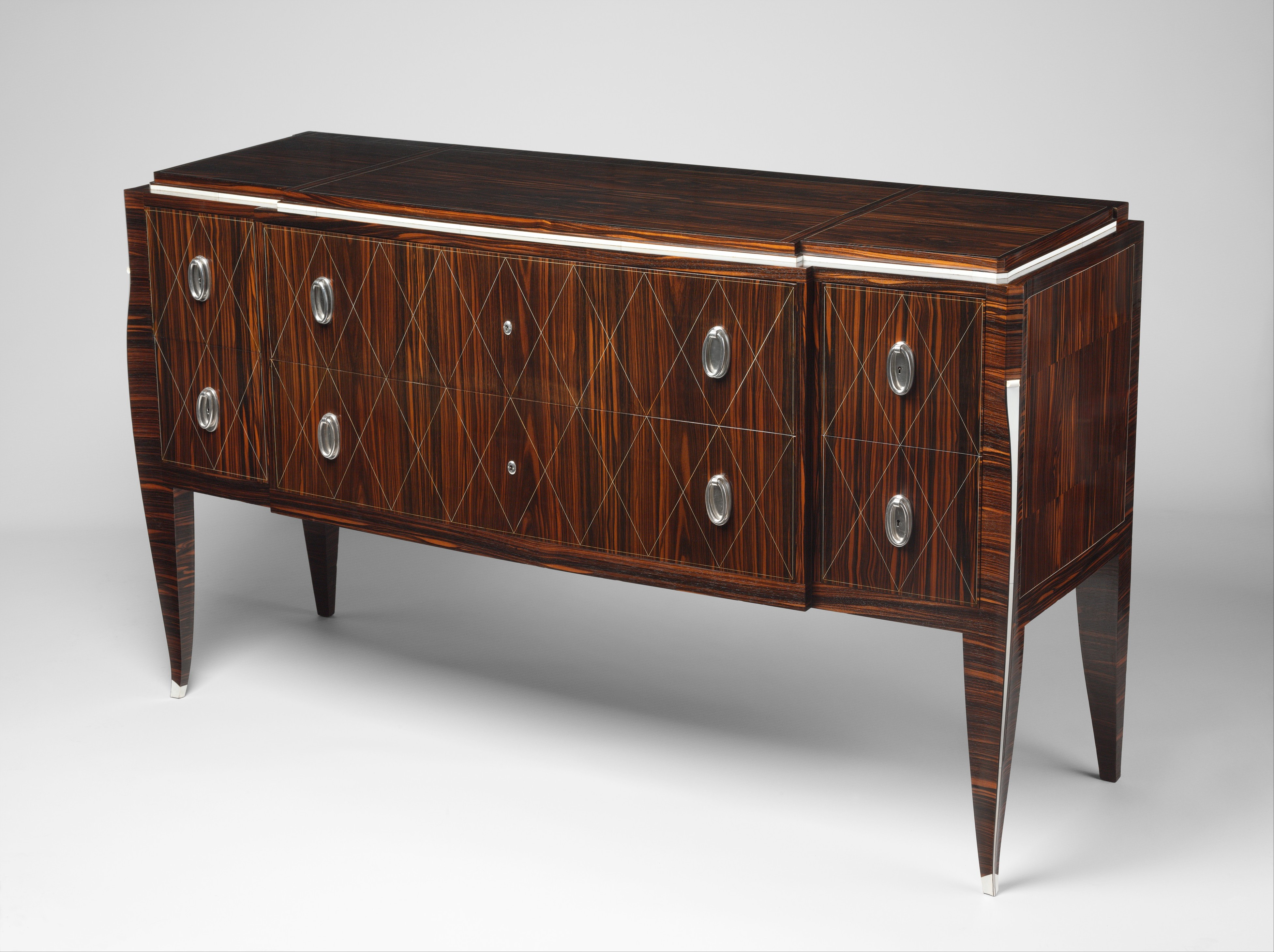
Kommode Lasalle (ca. 1925)
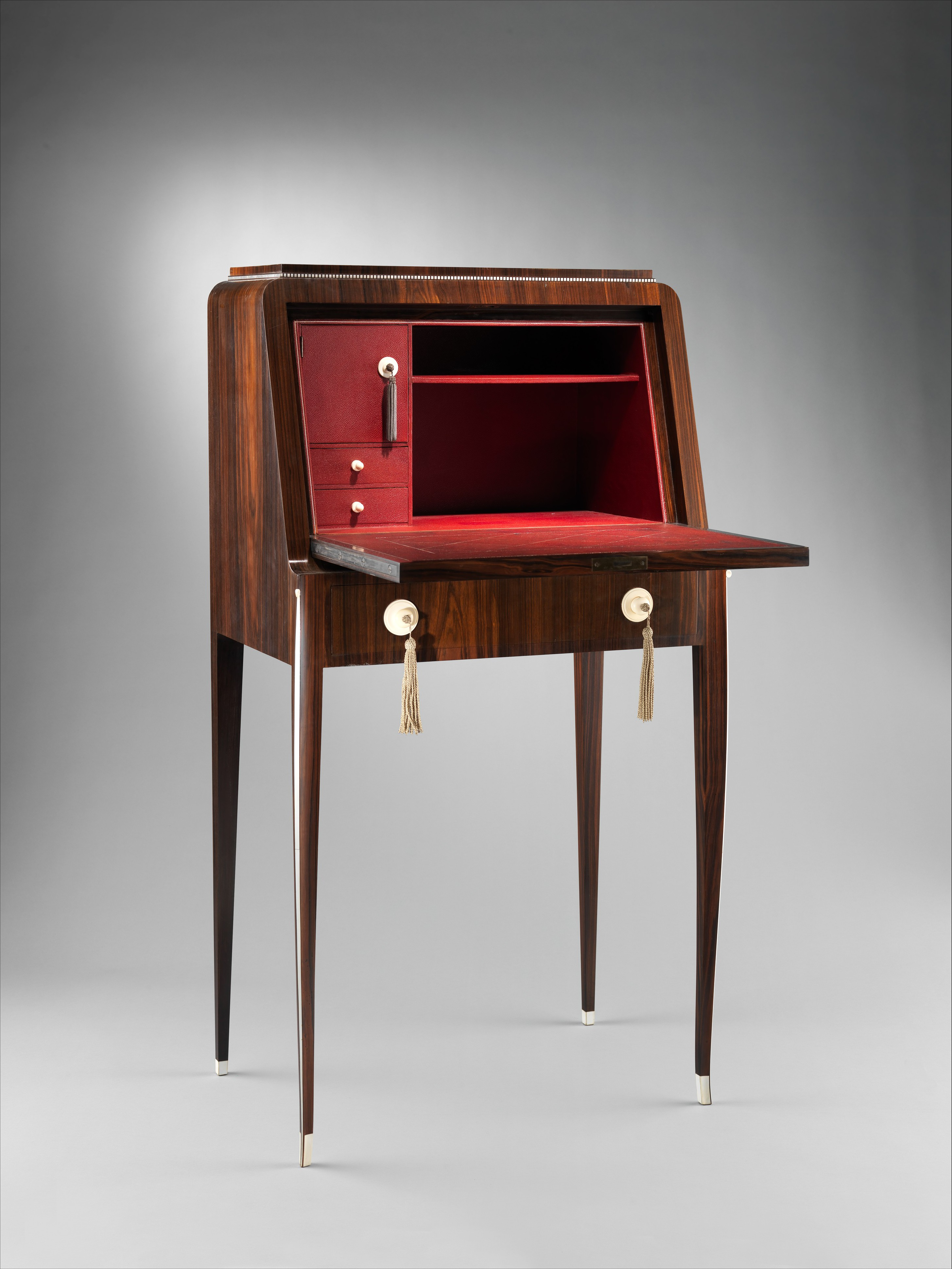
Sekretär Tibattant (1923)

## Einzelstücke
- 1929: Schreibtisch und Stuhl für den Maharadscha von Indore, Christie’s, Paris, Palais de Tokyo, März 2011.
- 1933: Couchette Spirales, Sotheby’s London, Mai 2012, ex Gunter Sachs.

## Weblink
- Kurzbiografie